# 帝臨魁
臨魁（りんかい）は、古代中国の伝説上の帝王。神農氏炎帝第2代。

## 生涯
神農の長男として生まれる。『竹書紀年』の記述から推定すると紀元前2984年に父の崩御により即位したとされる。父神農は都を陳（ちん）から魯に移していたが、そこはかつて伏羲氏の都であったので不吉だと考え都を陳に戻した。60年間在位し、死後は具茨山に葬られたという。子の帝承が王位を継いだ。